# Natação no Campeonato Mundial de Esportes Aquáticos de 2022 - 50 m peito feminino
A prova dos 50 metros peito feminino da natação no Campeonato Mundial de Esportes Aquáticos de 2022 ocorreu nos dias 24 e 25 de junho, em Budapeste, na Hungria.

## Recordes
Antes desta competição, os recordes mundiais e do campeonato nesta prova eram os seguintes:
| Tipo                  | Atleta           | Tempo  | Local     | Data                |
| --------------------- | ---------------- | ------ | --------- | ------------------- |
|                       | Benedetta Pilato | 29s 30 | Budapeste | 22 de maio de 2021  |
| Recorde do campeonato | Lilly King       | 29s 40 | Budapeste | 30 de julho de 2017 |

## Medalhistas
| Ouro                 | Prata                  | Bronze                 |
| Rūta Meilutytė (LTU) | Benedetta Pilato (ITA) | Lara van Niekerk (RSA) |

## Cronograma
Todos os horários são locais (UTC+2). 
| Data        | Hora  | Evento        |
| ----------- | ----- | ------------- |
| 24 de junho | 09:38 | Eliminatórias |
| 24 de junho | 18:27 | Semifinal     |
| 25 de junho | 18:09 | Final         |

## Resultados

### Eliminatórias
Esses foram os resultados das eliminatórias. A prova foi realizada no dia 24 de junho com início às 09:38.
| Pos. | Bateria | Raia | Nadadora                | Nacionalidade                   | Tempo | Notas |
| ---- | ------- | ---- | ----------------------- | ------------------------------- | ----- | ----- |
| 1    | 5       | 4    | Lara van Niekerk        | África do Sul                   | 29.77 | Q     |
| 2    | 6       | 4    | Benedetta Pilato        | Itália                          | 29.80 | Q     |
| 3    | 6       | 2    | Eneli Jefimova          | Estónia                         | 30.08 | Q,    |
| 4    | 5       | 1    | Anna Elendt             | Alemanha                        | 30.12 | Q     |
| 5    | 6       | 7    | Tang Qianting           | China                           | 30.36 | Q     |
| 6    | 5       | 3    | Jhennifer Conceição     | Brasil                          | 30.53 | Q     |
| 7    | 6       | 3    | Sophie Hansson          | Suécia                          | 30.64 | Q     |
| 8    | 5       | 2    | Veera Kivirinta         | Finlândia                       | 30.66 | Q     |
| 9    | 4       | 4    | Lilly King              | Estados Unidos                  | 30.70 | Q     |
| 9    | 6       | 8    | Fleur Vermeiren         | Bélgica                         | 30.70 | Q     |
| 11   | 5       | 6    | Rosey Metz              | Países Baixos                   | 30.71 | Q     |
| 12   | 4       | 5    | Reona Aoki              | Japão                           | 30.80 | Q     |
| 13   | 4       | 3    | Anastasia Gorbenko      | Israel                          | 30.82 | Q     |
| 14   | 5       | 7    | Jenna Strauch           | Austrália                       | 30.93 | Q     |
| 15   | 4       | 2    | Annie Lazor             | Estados Unidos                  | 30.99 | Q     |
| 16   | 5       | 5    | Rūta Meilutytė          | Lituânia                        | 31.02 | Q     |
| 17   | 6       | 6    | Florine Gaspard         | Bélgica                         | 31.10 |       |
| 18   | 4       | 0    | Rachel Nicol            | Canadá                          | 31.24 |       |
| 19   | 4       | 1    | Anna Sztankovics        | Hungria                         | 31.31 |       |
| 20   | 5       | 8    | Macarena Ceballos       | Argentina                       | 31.35 |       |
| 21   | 6       | 0    | Anne Palmans            | Países Baixos                   | 31.37 |       |
| 22   | 4       | 7    | Kotryna Teterevkova     | Lituânia                        | 31.40 |       |
| 23   | 4       | 8    | Tara Vovk               | Eslovênia                       | 31.61 |       |
| 24   | 3       | 3    | Byanca Rodríguez        | México                          | 31.71 |       |
| 25   | 3       | 5    | Adelaida Pchelintseva   | Cazaquistão                     | 31.75 |       |
| 26   | 6       | 1    | Maria Drasidou          | Grécia                          | 31.83 |       |
| 27   | 5       | 0    | Jessica Vall            | Espanha                         | 31.92 |       |
| 27   | 6       | 9    | Sim En Yi Letitia       | Singapura                       | 31.92 |       |
| 29   | 4       | 6    | Emelie Fast             | Suécia                          | 31.94 |       |
| 30   | 3       | 8    | Karina Vivas            | Colômbia                        | 32.07 |       |
| 31   | 3       | 6    | Helena Gasson           | Nova Zelândia                   | 32.08 |       |
| 32   | 3       | 2    | Lena Kreundl            | Áustria                         | 32.17 |       |
| 33   | 3       | 4    | Diana Petkova           | Bulgária                        | 32.32 |       |
| 34   | 4       | 9    | Meri Mataja             | Croácia                         | 32.34 |       |
| 35   | 5       | 9    | Jenjira Srisa-Ard       | Tailândia                       | 32.58 |       |
| 36   | 3       | 7    | Lin Pei-wun             | Taipé Chinesa                   | 32.80 |       |
| 37   | 3       | 1    | Lillian Higgs           | Bahamas                         | 32.98 |       |
| 38   | 2       | 3    | Imane El Barodi         | Marrocos                        | 32.99 |       |
| 39   | 2       | 7    | Polyxeni Toumazou       | Chipre                          | 33.31 |       |
| 40   | 2       | 4    | Tilka Paljk             | Zâmbia                          | 33.64 |       |
| 41   | 2       | 0    | Vorleak Sok             | Camboja                         | 33.84 |       |
| 42   | 2       | 5    | Kirsten Fisher-Marsters | Ilhas Cook                      | 34.17 |       |
| 43   | 2       | 6    | Micaela Sierra          | Uruguai                         | 34.25 |       |
| 44   | 2       | 2    | Claudia Verdino         | Mónaco                          | 34.49 |       |
| 45   | 2       | 1    | Jayla Pina              | Cabo Verde                      | 34.97 |       |
| 46   | 2       | 8    | Tessa Ip Hen Cheung     | Ilhas Maurícias                 | 35.04 |       |
| 47   | 3       | 9    | Kirabo Namutebi         | Uganda                          | 35.12 |       |
| 48   | 2       | 9    | Maria Freitas           | Angola                          | 35.80 |       |
| 49   | 1       | 0    | Duana Lima              | Nepal                           | 36.30 |       |
| 50   | 1       | 4    | Lara Dashti             | Kuwait                          | 37.77 |       |
| 50   | 1       | 6    | Maria Batallones        | Marianas Setentrionais          | 37.77 |       |
| 52   | 1       | 9    | Kestra Kihleng          | Estados Federados da Micronésia | 38.97 |       |
| 53   | 1       | 3    | Eunike Fugo             | Tanzânia                        | 42.26 |       |
| 54   | 1       | 5    | Brhane Amare            | Etiópia                         | 44.30 |       |
| 55   | 1       | 7    | Rita Ekomba             | Guiné Equatorial                | DSQ   | DSQ   |
| 55   | 6       | 5    | Arianna Castiglioni     | Itália                          | DSQ   | DSQ   |
| 55   | 1       | 1    | Iman Kouraogo           | Burquina Fasso                  | DNS   | DNS   |
| 55   | 1       | 2    | Sainabou Sam            | Gâmbia                          | DNS   | DNS   |
| 55   | 1       | 8    | Stefan Sangala          | República do Congo              | DNS   | DNS   |
| 55   | 3       | 0    | Phee Jinq En            | Malásia                         | DNS   | DNS   |

### Semifinal
Esses foram os resultados das semifinais. A prova foi realizada no dia 24 de junho com início às 18:27.
| Pos. | Bateria | Raia | Nadadora            | Nacionalidade  | Tempo | Notas |
| ---- | ------- | ---- | ------------------- | -------------- | ----- | ----- |
| 1    | 1       | 4    | Benedetta Pilato    | Itália         | 29.83 | Q     |
| 2    | 1       | 8    | Rūta Meilutytė      | Lituânia       | 29.97 | Q     |
| 3    | 2       | 4    | Lara van Niekerk    | África do Sul  | 29.99 | Q     |
| 4    | 2       | 3    | Tang Qianting       | China          | 30.10 | Q     |
| 5    | 2       | 5    | Eneli Jefimova      | Estónia        | 30.24 | Q     |
| 6    | 1       | 3    | Jhennifer Conceição | Brasil         | 30.28 | Q,    |
| 7    | 1       | 5    | Anna Elendt         | Alemanha       | 30.30 | Q     |
| 8    | 2       | 2    | Lilly King          | Estados Unidos | 30.35 | Q     |
| 9    | 2       | 1    | Anastasia Gorbenko  | Israel         | 30.54 |       |
| 10   | 2       | 6    | Sophie Hansson      | Suécia         | 30.56 |       |
| 11   | 1       | 7    | Reona Aoki          | Japão          | 30.71 |       |
| 12   | 1       | 6    | Veera Kivirinta     | Finlândia      | 30.76 |       |
| 13   | 2       | 8    | Annie Lazor         | Estados Unidos | 30.89 |       |
| 14   | 2       | 7    | Rosey Metz          | Países Baixos  | 30.94 |       |
| 15   | 1       | 2    | Fleur Vermeiren     | Bélgica        | 30.98 |       |
| 16   | 1       | 1    | Jenna Strauch       | Austrália      | 30.99 |       |

### Final
A final foi realizada em 25 de junho às 18:09.
| Pos.              | Raia | Nadadora            | Nacionalidade  | Tempo | Notas |
| ----------------- | ---- | ------------------- | -------------- | ----- | ----- |
| Medalha de ouro   | 5    | Rūta Meilutytė      | Lituânia       | 29.70 |       |
| Medalha de prata  | 4    | Benedetta Pilato    | Itália         | 29.80 |       |
| Medalha de bronze | 3    | Lara van Niekerk    | África do Sul  | 29.90 |       |
| 4                 | 6    | Tang Qianting       | China          | 30.21 |       |
| 5                 | 1    | Anna Elendt         | Alemanha       | 30.22 |       |
| 6                 | 2    | Eneli Jefimova      | Estónia        | 30.25 |       |
| 7                 | 8    | Lilly King          | Estados Unidos | 30.40 |       |
| 8                 | 7    | Jhennifer Conceição | Brasil         | 30.45 |       |

Legenda
| Recorde mundial       | Recorde mundial (World record)               |                       | Recorde africano                      | Recorde africano (African) |                                           | Q | Classificado por posição (Qualified) |
| Recorde do campeonato | Recorde do campeonato (Championship record)  | Recorde da América    | Recorde da América (Americas)         | q                          | Classificado por melhor tempo (Qualified) |   |                                      |
| Melhor marca do ano   | Melhor marca do ano (World leading)          | Recorde asiático      | Recorde asiático (Asian)              | DNS                        | Não largou (Did not start)                |   |                                      |
| Recorde nacional      | Recorde nacional (National record)           | Recorde europeu       | Recorde europeu (European)            | DNF                        | Não terminou (Did not finish)             |   |                                      |
| Recorde pessoal       | Recorde pessoal do atleta (Personal best)    | Recorde da Oceania    | Recorde da Oceania (Oceania)          | DSQ / DQ                   | Desclassificado (Disqualified)            |   |                                      |
| Recorde da temporada  | Recorde da temporada do atleta (Season best) | Recorde sul-americano | Recorde sul-americano (South America) | NM                         | Sem marca (No mark)                       |   |                                      |